# Руско-шведски рат (1495—1497)
Руско-шведски рат (1495-1497) избио је као резултат споразума великомосковског кнеза Ивана III и данског краља Ханса против моћног шведског регента Стена Стура Старијег. 

## Историја
Ивану III сметао је монопол Ханзеатског савеза над трговином Балтичким морем. Покровитељ савеза био је Стен Стуре Старији. Стуре је Хансу Данском одузео шведски трон, па су се Ханс и Иван удружили против заједничког непријатеља. Иван је, у складу са споразумом, послао крајем лета 1495. године кнежеве Данила Шењу из Москве, Јакова Кошкина из Новгорода и Василија Шујског из Пскова да заузму тврђаву Виборг. Опсада је трајала три месеца. Швеђани су на крају дигли своје резерве барута у ваздух. При том је погинуло много нападача, а опсада је прекинута. Између јануара и марта 1496. године Руси нападају шведске пограничне тврђаве у Карелији и Хаменлину. Од јуна до августа траје руски напад на крајеве Остерботен и Квенланд (данас у Финској). Стуре шаље Сванте Нилсона са 2000 војника у Ингрију. Он је до јесени 1496. године нападао руске пограничне крајеве и заузео је новоизграђену тврђаву Ивангород. Непријатељства су престала након што се Ханс вратио на шведски престо марта 1497. године. Мировни споразум потписан је 3. марта 1497. године у Новгороду. Задржано је пређашње стање, без територијалних промена. Споразум је важио до марта 1503. године. 